# Casa de Kotromanić
La Casa de Kotromanić gobernó el Reino de Bosnia y fue tal vez la familia más importante en la historia del país. Fueron los soberanos de la Bosnia medieval y las tierras circundantes, desde el siglo XIII como bans hasta la coronación y la introducción de la corona bosnia en 1377 y después como reyes hasta la conquista otomana en 1463.

## Miembros notables

### Banes de Bosnia
- Borić (1141-1173)
- Kulin (1173–1204)
- Prijezda I (1250–1287)
- Prijezda II (1287–1290)
- Esteban I Kotroman (1287–1299)
- Esteban II Kotromanić (1322–1353)
- Tvrtko I (1353–1377)

### Reyes de Bosnia
- Esteban Tvrtko I (1377–1391)
- Esteban Dabiša (reino entre 1391–1395)
- Jelena Gruba (reino entre 1395–1398)
- Esteban Ostoja (reino entre 1398–1404)
- Esteban Tvrtko II (1404–1409)
- Esteban Ostoja (restaurado) (1409–1418)
- Esteban Ostojić (1418–1421)
- Esteban Tvrtko II (restaurado) (1421–1443)
- Esteban Tomás (1443–1461)
- Esteban Tomašević (1461–1463)

### Reinas consortes de Bosnia
Las siguientes mujeres se casaron en la Casa de Kotromanić, pero no nacieron en ella.
- Dorotea de Bulgaria, esposa de Tvrtko I (1374–c. 1390)
- Jelena Gruba, esposa de Esteban Dabiša (1391–1395)
- Vitača, la primera esposa de Esteban Ostoja (1399)
- Kujava, la segunda esposa de Esteban Ostoja (1399–1415)
- Jelena Nelipčić (o Nelipić), la tercera esposa de Esteban Ostoja (1416–1418)
- Dorotea Garai, esposa de Tvrtko II (1428–1438)
- Catalina Kosača, segunda esposa de Esteban Tomás (1445–1461)
- María de Serbia, esposa de Esteban Tomašević (1461–1463)

### Otros
- Isabel de Bosnia, reina consorte de Hungría y Polonia, regente de Hungría
- Catalina de Bosnia, condesa de Celje, abuela de Bárbara, emperatriz del Sacro Imperio Romano Germánico
- María de Bosnia, condesa de Helfenstein